# Прато (провинция)
Прато (на италиански: Provincia di Prato) е провинция в Италия, разположена в северната част на Тоскана.
Площта ѝ е 365 km², а населението – около 246 000 души (2001). Провинцията включва 7 общини, административен център е град Прато.

## Административно деление
Провинцията се състои от 7 общини:
- Прато
- Ваяно
- Вернио
- Кантагало
- Карминяно
- Монтемурло
- Поджо а Каяно

## Известни личности
- Паоло Роси, бивш италиански футболист, роден в Прато